# Себастьян Десабр
Себастьян Десабр (фр. Sébastien Desabre, нар. 2 серпня 1976, Валанс) — французький футбольний тренер. З 2020 року очолює тренерський штаб команди «Ніор».

## Кар'єра тренера
Не маючи досвіду футбольних виступів на професійному рівні, 2004 року приєднався до аматорської команди «Рошвіль» як асистент головного тренера, а за два роки перебрав на себе його функції.
На рівні професійних команд розпочав роботу 2010 року в івуарійському «АСЕК Мімозас», а за два роки вже тренував «Котон Спорт» в Камеруні. Протягом 2013–2014 років працював в туніському «Есперансі», спочатку як виконувач обов'язків головного тренера, а згодом і як повноцінний очільник тренерського штабу.
Протягом 2016–2017 років встиг потренувати ангольський «Рекреатіву ду Ліболу», еміратський «Дубай», алжирську «Сауру», марокканський «Відад» (Касабланка), який приводив до перемоги у Лізі чемпіонів КАФ 2017 року, та клуб «Ісмайлі» з Єгипту.
2017 року був призначений головним тренером національної збірної Уганди. Під його керівництвом команда кваліфікувалася на Кубок африканських націй 2019, а по ходу фінального турніру набрала чотири очки у трьох іграх групового етапу і вийшла до плей-оф, де утім у першому ж раунді мінімально  поступилася майбутнім фіналістам змагання сенегальцям.
По завершенні континентальної першості повернувся до клубної роботи, очоливши команду єгипетського клубу «Пірамідс». 2020 року нетривалий час знову тренував «Відад», після чого отримав запрошення повернутися на батьківщину, де в його послугах був зацікавлений клуб Ліги 2 «Ніор».

## Титули і досягнення
- Чемпіон Анголи (1):

«Рекреатіву ду Ліболу»: 2015
- Переможець Ліги чемпіонів КАФ (1):

«Відад» (Касабланка): 2017